# Блг
Блг (словац. Blh) — річка, ліва притока Рімави, в окрузі Рімавска Собота, Банськобистрицький край, центральна Словаччина.
Довжина — 52,5 км. Площа басейну — 319 км², у складі басейну Дунаю. Середня витрата води — 0,9 м³/с (біля гирла).
Витік знаходиться на висоті близько 980 м у верхів'ях гори Трст'є (1 120,9 м) що в гірському масиві Століцке Врхи Словацьких Рудних гір. У верхній частині Блг тече на південь, потім напрямок повертає на південний схід. Впадають Дражицький потік і Стрижівський потік.
Впадає в Рімаву біля села Рімавска Сеч.